# エゴン・コルナウト
エゴン・コルナウト（Egon Kornauth, *1891年5月14日 オルミュッツ（現チェコ領オロモウツ） — †1959年10月28日 ウィーン）は、オーストリアの作曲家・指揮者。

## 略歴
幼い頃からさまざまな楽器演奏を習得し、15歳でピアニストとしてオルミュッツで初めて公開演奏を行なった。1909年に上京し、ウィーン音楽院で作曲をロベルト・フックスとフランツ・シュレーカーに、ウィーン大学で音楽学をグイード・アドラーに師事した。早くも1910年にアメリカ合衆国で演奏旅行を行い、1913年には《ヴィオラ・ソナタ》作品3でオーストリア政府より賞金を獲得した。1915年に学位請求論文『フランツ・ヨーゼフ・ハイドンの弦楽四重奏曲における主題労作 ––1780年以降の作品から–– （Die Thematische Arbeit in Joseph Haydns Streichquartetten nach 1780）』によって博士号を取得すると、その後はフランツ・シュミットの個人指導で作曲を学んだ。1919年にグスタフ・マーラー財団より奨学金を、1922年にはザルツブルク州より室内楽賞を授与された。
1926年から1927年までインドネシアのメダン交響楽団を監督し、帰国後の1929年にはウィーン市から芸術賞を授与された。1933年から1936年まで、南米と北欧で数年がかりの演奏旅行を行う。その後はヨーロッパで演奏旅行を行い、1939年にウィーン・コンツェルトハウス協会主宰のコンクールで優勝した。1940年にウィーン音楽院の音楽理論の教授に就任し、1945年にはザルツブルク・モーツァルテウム音楽院で作曲法の教授に就任した。1946年と1947年には、モーツァルテウム音楽院の院長代理に抜擢されている。
コルナウトの人気と、確かに分かりやすい音楽語法に目を付けた独裁者によって、第三帝国時代のコルナウトは持て囃されたが、それでも楽観視せずに権力とは距離を保ち、ウィーン大学時代の恩師で、ユダヤ系のために当時は自宅に軟禁されていたグイード・アドラー教授と旧交を温め、アドラーが1941年に歿するまで接触を保った。
1972年には、遺功を偲んで、ウィーンのファヴォリテン地区にコルナウト通り（Kornauthgasse）と名付けられた。

### 栄誉
- 1913年 オーストリア音楽賞
- 1919年 グスタフ・マーラー財団奨学金
- 1922年 ザルツブルク州室内楽賞
- 1929年 ウィーン市芸術賞
- 1940年 シュタイアーマルク音楽協会正会員
- 1943年 ドイツ帝国放送ハウスムジーク賞
- 1949年 単価大学員外教授
- 1952年 オーストリア政府大勲章
- 1953年 ウィーン・コンツェルトハウス名誉会員
- 1954年 オーストリア芸術院正会員

## 作風と主要作品一覧
コルナウトは、生前はしばしば作品が上演され、当時は最も作品が演奏される作曲家の一人だったにもかかわらず、歿後間もなく忘却の淵に沈み込んでしまった。コルナウトは新技法に徹底して関心を寄せたにもかかわらず、むしろ後期ロマン派音楽の伝統に立脚する音楽家だった。
コルナウトの作品は、常に調性と結びついてはいるのだが、しかしながら充実した半音階技法や線的な声部進行によって調性も拡張されている。とりわけ室内楽では、楽式においても、（展開部が圧倒的ではあるとはいえ）ソナタ形式のような古典的な規範との結び付きを守っている。5つの管弦楽組曲においては、いくつかの個別の単独楽章を好んで並列する傾向も見出される。

### 管弦楽曲
- ヴィオラと室内オーケストラのための《ノットゥルノ（またはアンダンテ）》 作品3-2 （1912年。原曲は《ヴィオラ・ソナタ》作品3の第2楽章）
- 管弦楽組曲 第1番「青春時代より」 作品7 （1913年、改訂：1928年）
  - 《ロマンティックな組曲》や《交響組曲 第1番》という別名でも呼ばれる。
- 作品13	交響的序曲
- 作品17	管弦楽とヴァイオリン独奏のための《バラード》
- 弦楽オーケストラのための音楽 作品25a （《弦楽六重奏曲》作品25の編曲）
- 管弦楽組曲 第3番（別名；《交響組曲 第2番》） 作品35 （1931年、改訂：1937年）
- 管弦楽組曲 第4番 作品42 （1938年）
- 管弦楽組曲 第5番「ロマンティックな組曲」作品40（1936年）

### 協奏曲
- ヴァイオリンと室内オーケストラのためのコンツェルトシュテュック 作品19 （1917年）

### 室内楽曲

#### 五重奏以上
- 金管四重奏と弦楽五重奏のための室内音楽（九重奏曲）（Kammermusik (Nonett) für Bläserquartett und Streichquintett ）作品 31（1924年）;
  - 金管五重奏と弦楽四重奏のための室内音楽（九重奏曲）（Kammermusik (Nonett) für Bläserquintett und Streichquartett ）作品31a（1924年）
  - 金管五重奏と弦楽五重奏のための十重奏曲 （Dezett für Bläserquintett und Streichquintett ）作品31b
- 弦楽六重奏曲 作品25（1920年）
- 弦楽五重奏曲 作品30（1923年）
- クラリネット五重奏曲 作品33 （1930年）
- ピアノ五重奏曲 作品35a（《管弦楽組曲 第3番》作品35の編曲）

#### 四重奏
- 弦楽四重奏のための小夜曲 作品14（1915年）
- ピアノ四重奏曲 作品18 （1917年）
- 弦楽四重奏曲 ト短調 作品26 （1920年）
- 弦楽四重奏のための小家庭音楽 作品41 （1939年）

#### 三重奏
- ピアノ三重奏曲 作品27
- ヴァイオリン、チェロ（またはヴィオラ）とピアノのための三重奏組曲（Triosuite für Violine, Violoncello (oder Viola) und Klavier） 作品45 （1948年）

#### 二重奏ソナタ
- ヴィオラ・ソナタ（クラリネット・ソナタ）嬰ヘ短調 作品3 （1912年）
- クラリネット・ソナタ 作品5
- ヴァイオリン・ソナタ ホ短調 作品9 （1914年）
- ヴァイオリンとピアノのためのソナチネ ニ長調 作品15（1916年）
- チェロ・ソナタ 作品28
- ヴィオラとピアノのための《悲しきワルツ》（Valse triste für Viola und Klavier）作品45-2
- ヴァイオリン（かフルートかヴィオラ）とピアノのためのソナチネ 作品46 (1952)
- チェロ（またはヴィオラ）とピアノのための《3つの小品》 作品47 (1954)

### ピアノ曲
- 5つのピアノ曲 作品2 （1912年）
- ピアノ・ソナタ 変イ長調 作品4 （1912年）
- 3つのピアノ曲 作品23 （1920年）
  - 4手版 作品23a
- 4つのピアノ曲 作品32 （1926年）
  - 4手版 作品32a
- 5つのピアノ曲 作品44 （1940年）

### 声楽曲
- 高声とピアノのための6つのリート 作品1 （1911年）
  - 第1曲、第4曲、第6曲は小オーケストラ伴奏版あり
- 高声とピアノのための4つの歌 作品8 （1914年）
  - 小オーケストラ伴奏版もある
- 高声もしくは中声とピアノのための《リヒャルト・スメカル歌曲集》 作品12 （1916年、全8曲）
  - 第1曲と第3曲を除く6曲が小オーケストラ伴奏版あり
- 女声合唱とピアノ五重奏のための《季節外れの菩提樹の歌（Gesang der späten Linden）》作品16（1933年改訂版）
  - 小オーケストラ伴奏版（1933年）あり
- 中声とピアノのための6つのリート 作品21 （1918年）
  - 小オーケストラ伴奏版あり
- 中声とピアノのための《ヘルマン・ヘッセ歌曲集》作品22（1918年、全6曲）
  - 第1曲から第5曲までは小オーケストラ伴奏版あり
  - 第5曲のみ弦楽四重奏伴奏版あり
- 声とピアノのための《ブレンターノ歌曲集》作品34 （1931年、全4曲）
  - 第1曲と第2曲は、独奏フルートつき弦楽オーケストラ伴奏と高声用の、第3曲は小オーケストラ伴奏と高声（もしくは中声）用の編曲あり
  - 女声合唱とフルート、クラリネット、弦楽四重奏のための《夕暮れ》作品34a （作品34の合唱用編曲）
- 低声と小オーケストラのための《アイヒェンドルフ歌曲集》 作品36 （1932年、全8曲）
  - 第1曲と第4曲は高声用の版あり （1933年）
- 高声とピアノのためのと《アイヒェンドルフ歌曲集》作品37 （1932年、全6曲）
  - 実際には8曲あるが、最後の2曲が未出版）
- 中高声もしくは高声とピアノのためのと《アイヒェンドルフ歌曲集》作品38 （1933年、全8曲）
  - 第8曲のみ小オーケストラ伴奏つきの高声用もしくは低声用の版あり
- フリードリヒ・ヘルダーリンの詩による2つの合唱曲 作品39 （1933年）
  - 第1曲：男声合唱のための《友情の歌（Lied der Freundschaft）》
  - 第2曲：混声合唱のための《愛の歌（Lied der Liebe》

### その他
- 作品番号6番、20番、24番は空番で該当作品なし。